# Liste de banques chinoises
 (novembre 2023).
Si vous disposez d'ouvrages ou d'articles de référence ou si vous connaissez des sites web de qualité traitant du thème abordé ici, merci de compléter l'article en donnant les références utiles à sa vérifiabilité et en les liant à la section « Notes et références ».
 (novembre 2023).

## Banques détenues par le gouvernement central
| Nom                                                   | Chinois             | Pinyin                                | Siège Social |
| ----------------------------------------------------- | ------------------- | ------------------------------------- | ------------ |
| Banque agricole de Chine                              | 中国农业银行        | Zhōngguó Nóngyè Yínháng               | Pékin        |
| Banque de Chine                                       | 中国银行            | Zhōngguó Yínháng                      | Pékin        |
| Banque des Communications                             | 交通银行            | Jiāotōng Yínháng                      | Shanghai     |
| CITIC Group                                           | 中信银行            | Zhōng Xìn Yínháng                     | Pékin        |
| Banque de construction de Chine                       | 中国建设银行        | Zhōngguó Jiànshè Yínháng              | Pékin        |
| Banque de Développement de Chine                      | 国家开发银行        | Guójiā Kāifā Yínháng                  | Pékin        |
| Banque d'Exportation et d'Importation de Chine        | 中国进出口银行      | Zhōngguó Jìnchūkǒu Yínháng            | Pékin        |
| Banque Hua Xia                                        | 华夏银行            | Huá Xià Yínháng                       | Pékin        |
| Banque industrielle et commerciale de Chine           | 中国工商银行 / 工行 | Zhōngguó Gōngshāng Yínháng / Gōngháng | Pékin        |
| Banque populaire de Chine (Banque Centrale de la RPC) | 中国人民银行        | Zhōngguó Rénmín Yínháng               | Pékin        |
| Banque Postale de Chine                               | 中国邮政储蓄银行    | Zhōngguó Yóuzhèng Chǔxù Yínháng       | Pékin        |